# Карташов Костянтин Кирилович
Костянтин Кирилович Карташов (нар. 4 вересня 1904, місто Олександрівськ-Грушевський, тепер місто Шахти Ростовської області, Російська Федерація — 15 січня 1959, місто Москва) — радянський діяч, начальник тресту «Артемвугілля», начальник комбінату «Ростоввугілля», організатор вугільної і паливної промисловості СРСР. Кандидат у члени ЦК ВКП(б) у 1939—1952 роках. Депутат Верховної Ради СРСР 1—2-го скликань.

## Біографія
Народився в родині шахтаря.
Працював коногоном, плитовим, слюсарем, шахтарем на шахтах Донбасу.
Член ВКП(б) з 1927 року.
У 1928 році закінчив Сталінський (Донецький) гірничий інститут.
З 1928 року — інженер шахти № 22 Голубівського рудника. У 1929 році запропонував спосіб безперервної виїмки вугілля.
У 1935—1937 роках — директор шахти № 22 «Голубівка», керуючий Голубівського рудоуправління і тресту «Первомайськвугілля» Донецької області.
У 1937—1938 роках — керуючий тресту «Артемвугілля» Донецької області.
У 1938 році — заступник начальника Головвугілля Народного комісаріату важкої промисловості СРСР.
11 листопада 1938 — 28 січня 1939 року — заступник народного комісара важкої промисловості СРСР.
28 січня — листопад 1939 року — 1-й заступник народного комісара паливної промисловості СРСР.
У жовтні 1939 — 8 травня 1941 року — 1-й заступник народного комісара вугільної промисловості СРСР.
З 8 травня 1941 року — начальник Управління таборів паливної промисловості НКВС СРСР. 7 липня 1941 — 13 серпня 1942 року — 1-й заступник начальника Головного управління таборів гірничо-металургійних підприємств НКВС СРСР. 13 серпня 1942 — 1944 року — заступник начальника Головного управління таборів залізничного будівництва НКВС СРСР з паливних підприємств.
У 1944—1947 роках — начальник комбінату «Ростоввугілля» Ростовської області.
У 1947—1953 роках — начальник Головного управління Державного гірничого нагляду при Раді Міністрів СРСР.
У 1953—1954 роках — заступник начальника технічного відділу, у 1954—1955 роках — головний інженер, у 1955—1959 роках — інженер технічного відділу Головної державної гірничо-технічної інспекції Міністерства вугільної промисловості СРСР.
Помер 15 січня 1959 року. Похований в Москві на Новодівочому цвинтарі.
У місті Кадіївці в 1936 році на честь Карташова була названа вулиця, пізніше перейменована у вулицю Дзержинського.

## Звання та посади
- капітан держбезпеки (11.09.1941)
- генеральний гірничий директор (9.03.1949)

## Нагороди
- чотири ордени Леніна (8.02.1931, 1.01.1948,)
- два ордени Трудового Червоного Прапора (17.02.1939,)
- медалі